# 戚家山街道
戚家山街道，是中国浙江省宁波市北仑区的一个街道办事处，辖区面积18.6平方公里，因戚家山（原名七家山，因戚继光曾在此地抗击倭寇，为缅怀其功绩而更名）而得名，原为小港街道的一部分，2006年11月划出青峙、林唐、李隘、沙头、蒋家5个村及蔚斗、东升、渡头3个社区设立戚家山街道:128，2007年3月16日正式成立。

## 行政区划
戚家山街道下辖以下地区：
蔚斗社区、东升社区、渡头社区、鹰山社区、青峙社区

## 历史地理
- 金鸡山与镇海招宝山扼甬江口，金鸡山瞭台为全国重点文物保护单位镇海口海防遗址的一部分。
- 戚家山是明代名将戚继光曾经驻守的要塞，目前存有戚家山营垒。

## 交通
戚家山街道通过招宝山大桥与镇海区相连。江南公路经过戚家山街道连接宁波市中心。